# CHS
CHS són les sigles de Cylinder-Head-Sector (Cilindre-Capçal-Sector) un mode d'accés a discs durs per a discos de menys de 8 GB.

## Característiques
Amb CHS una adreça del disc dur s'identifica pel cilindre, el capçal i el sector en què es troba. El sistema CHS es va utilitzar per primer cop en unitats RLL i MFM. Tant aquest sistema com el seu successor ECHS (Extended Cylinder-Head-Sector) es van utilitzar a les primeres unitats de disc dur ATA.

## Fórmula
Per calcular l'espai en bytes d'un disc dur o disquet amb CHS s'utilitza la següent formula:
- {\displaystyle H\cdot C\cdot S\cdot TS=E}

On H és el nombre de capçals, C és el nombre total de cilindres, i S és el nombre total de sectors d'un cilindre, TS és la mida d'un sector (solen ser de 512 bytes) i E és l'epai total en bytes al disc.
Per exemple, per calcular la mida total d'un disquet de 1,44MB sería:
```
(2)x(80)x(18)x(512)= 
1,474.560 bytes
 (aproximadament 1,44 MB)
```

## Inconvenients
- No funciona correctament en sistemes que no són discs durs com cintes de còpia de seguretat o dispositius de memòria Flash.
- Avui en dia no s'utilitza pel seu límit màxim de 8GB, insuficient per als discs durs actuals. En canvi s'utilitza LBA que té un límit de 8 ZB.